# A51 (Frankrike)
A51 är den franska motorvägen som går mellan Marseille och Gap samt mellan Col du Fau och Claix. Mellan Col du Fau och Gap förbereds en sammanlänkning av motorvägen, som p.g.a. den mycket kuperade terrängen inte kommer att vara färdig förrän tidigast 2018.